# Ahmed Al Safi
Ahmed Al Safi (Al-Dīwāniyya, 1971) è uno scultore iracheno.
Ha studiato scultura all'Accademia di Belle Arti di Baghdad.
Ha vinto il "Premio Ismail Fattah Al Turk" per giovani scultori nel 2000.
L'arte di Ahmed Al Safi, riflette quella generazione di artisti che negli anni novanta hanno vissuto il disagio dell'embargo e della dittatura saddamista e, successivamente, un ulteriore sfacelo dell'Iraq con l'arrivo delle truppe straniere.
Ahmed carica le sue composizioni di un simbolismo profondo e complesso; aperto agli influssi espressionisti proponendo una pittura vivace, dinamica, fiabesca, con personaggi dalle forme longilinee e idealizzate che sembrano venire fuori da un mondo mitologico e leggendario, in nome di un ritorno a un'umanità epurata, primigenia e libera.
Le sue sculture elegantemente plasmate in ferro o in bronzo, mostrano figure agili e flessuose, simili a delle silhouette, svuotate da quel senso di gravità di cui sarebbero portatrici data la consistenza dei metalli utilizzati. Con queste strutture filiformi, quasi come generate dallo spazio che occupano, dato il continuo rimando dei pieni e dei vuoti, Ahmed Al Safi, esalta il moto dell'"animo", che rende possibile attraverso il movimento dei corpi nello spazio.
È stato inserito da Stephen Farthing nel 2008 nella guida d'arte dei più grandi artisti dell'universo.
Nel 2011 realizza la cover del romanzo biografico sul pilota italiano Gianmarco Bellini "Notte in Arabia", che descrive l'attacco aereo in Iraq della prima Guerra del Golfo, scritto da Francesco Di Domenico.
Nel 2016 partecipa a un progetto letterario di racconti e opere: dodici suoi disegni a china sono inseriti nel libro "Frida e altre storie"., scritto da Francesco Di Domenico.